# NGC 2641
NGC 2641 (również PGC 24722 lub UGC 4577) – galaktyka soczewkowata (S0), znajdująca się w gwiazdozbiorze Wielkiej Niedźwiedzicy. Odkrył ją William Herschel 30 września 1802 roku.